# Крамаренко, Людмила Георгиевна
Людмила Георгиевна Крамаренко (7 сентября 1929 года, Москва, РСФСР, СССР — 7 апреля 2016 года, Москва, Россия) — советский и российский искусствовед, академик Российской академии художеств (2010).

## Биография
Родилась 7 сентября 1929 года в Москве.
Окончила Московский государственный университет.
В 1997 году защитила кандидатскую диссертацию в форме научного доклада «Декоративная керамика России, 60-80-е годы XX века», в 2005 году — докторскую диссертацию, тема: «Декоративное искусство России XX века: К проблеме формообразования и сложения стиля предметно-пространственной среды».
В 2010 году избрана академиком Российской академии художеств.
Муж — искусствовед В. С. Кеменов (1908—1988).
Умерла 7 апреля 2016 года в Москве.

## Творческая деятельность
Автор публикаций, анализирующих процесс развития современного декоративного искусства, в журналах и научных сборниках; десяти монографий, посвященных творчеству классиков советского декоративного искусства и ленинградских художников по фарфору В. Городецкого и А. Ефимовой. Биограф многих выдающихся художников.
Автор курса лекций, посвященного отечественному декоративному искусству XX века, для студентов Московской государственной художественно-промышленной академии имени С. Г. Строганова, созданной на его основе книги «Художник. Материал. Форма» (2009).
Редактор отдела «Декоративное искусство и художественная промышленность» журнала «Декоративное искусство СССР».